# Plevník-Drienové
Plevník-Drienové este o comună slovacă, aflată în districtul Považská Bystrica din regiunea Trenčín. Localitatea se află la altitudinea de 304 m deasupra n.m., se întinde pe o suprafață de 13,02 km2 și în 2017 număra 1.628 de locuitori.

## Istoric
Localitatea Plevník-Drienové este atestată documentar din 1354.

## Demografie
| An:                | 1994 | 2004   | 2014   | 2024   |
| ------------------ | ---- | ------ | ------ | ------ |
| Număr de persoane: | 1568 | 1589   | 1613   | 1718   |
| Diferență:         |      | +1,33% | +1,51% | +6,50% |

| An:                | 2023 | 2024   |
| ------------------ | ---- | ------ |
| Număr de persoane: | 1694 | 1718   |
| Diferență:         |      | +1,41% |